# Almir Sulejmanović
Almir Sulejmanovič (Velenje, 26 gennaio 1978) è un allenatore di calcio ed ex calciatore sloveno, di ruolo difensore.

## Statistiche

### Cronologia presenze e reti in nazionale
| Cronologia completa delle presenze e delle reti in nazionale ― Slovenia under 21 | Cronologia completa delle presenze e delle reti in nazionale ― Slovenia under 21 | Cronologia completa delle presenze e delle reti in nazionale ― Slovenia under 21 | Cronologia completa delle presenze e delle reti in nazionale ― Slovenia under 21 | Cronologia completa delle presenze e delle reti in nazionale ― Slovenia under 21 | Cronologia completa delle presenze e delle reti in nazionale ― Slovenia under 21 | Cronologia completa delle presenze e delle reti in nazionale ― Slovenia under 21 | Cronologia completa delle presenze e delle reti in nazionale ― Slovenia under 21 |
| Data                                                                             | Città                                                                            | In casa                                                                          | Risultato                                                                        | Ospiti                                                                           | Competizione                                                                     | Reti                                                                             | Note                                                                             |
| -------------------------------------------------------------------------------- | -------------------------------------------------------------------------------- | -------------------------------------------------------------------------------- | -------------------------------------------------------------------------------- | -------------------------------------------------------------------------------- | -------------------------------------------------------------------------------- | -------------------------------------------------------------------------------- | -------------------------------------------------------------------------------- |
| 5-6-1999                                                                         | Riga                                                                             | Lettonia under 21                                                                | 1 – 1                                                                            | Slovenia under 21                                                                | Qual. Europeo Under-21 2000                                                      | -                                                                                |                                                                                  |
| 8-6-1999                                                                         | Tirana                                                                           | Albania under 21                                                                 | 1 – 1                                                                            | Slovenia under 21                                                                | Qual. Europeo Under-21 2000                                                      | -                                                                                |                                                                                  |
| Totale                                                                           |                                                                                  | Presenze                                                                         | 2                                                                                |                                                                                  | Reti                                                                             | 0                                                                                |                                                                                  |

## Palmarès

### Giocatore
- Coppa di Slovenia: 1

Celje: 2004-2005
- Campionato albanese: 1

Skënderbeu: 2011-2012